# Francisco Javier Sanz Alonso
Francisco Javier Sanz Alonso (13 de desembre de 1952 - 11 de novembre de 2022) va ser un jugador d'escacs espanyol, que tenia el títol de Mestre Internacional des de 1978, i fou un cop campió d'Espanya d'escacs (1973). Era llicenciat en ciències polítiques per la UNED.

## Resultats destacats en competició
A les dècades de 1970 i 1980, Francisco Javier Sanz va ser un dels millors escaquistes espanyols. L'any 1971, va quedar segon al Campionat d'Espanya júnior d'escacs.
El 1973 va guanyar el Campionat d'Espanya absolut, a Santa Cruz de Tenerife, per davant del català Antonio Medina i va obtenir dues vegades la medalla de plata en aquest mateix torneig, el 1980 (a Alcoi, el guanyador fou Juan Mario Gómez) i el 1982 (a Cartagena, el campió fou Juan Manuel Bellón).
Sanz va participar en tornejos internacionals d'escacs moltes vegades i l'any 1978 a Benidorm va guanyar el torneig Obert Internacional de Benidorm. Sanz va guanyar dues vegades el Campionat d'Espanya d'escacs per equips (1974, 1981). També va guanyar el Campionat d'Escacs de Salamanca cinc vegades: 1969, 1970, 1971, 1972 i 1973.
Va ser 3r al World Chess Open de Filadèlfia (EE.UU.) de 1978, on amb 7,5 punts de 9 possibles va empatar amb Westerinen (Finlàndia), Seirawan (EUA), Asmundsson (Islàndia), Angantysson (Islàndia) i Miles (Anglaterra).
Va participar en dos zonals, primera fase de les competicions pel Campionat del Món Individual: Amsterdam 1978,on va ocupar la 7a posició i va ser el millor representant espanyol, i Marbella 1982, 6è classificat al Grup B.

### Participació en competicions per equips
Sanz va jugar representant Espanya a les Olimpíades d'escacs següents:
- El 1974, al segon tauler de reserva de la 21a Olimpíada d'escacs a Niça (+3, =1, -5),
- El 1976, al primer tauler de reserva a la 22a Olimpíada d'escacs a Haifa (+2, =1, -1),
- El 1978, en el primer tauler de reserva a la 23a Olimpíada d'escacs a Buenos Aires (+3, =1, -2),
- El 1980, al primer tauler de reserva a la 24a Olimpíada d'escacs a La Valletta (+1, =2, -2),
- El 1982, al primer tauler de reserva a la 25a Olimpíada d'escacs de Lucerna (+3, =3, -2).

Sanz també va representar Espanya a les preliminars del Campionat d'Europa per equips:
- L'any 1977, al quart tauler de les preliminars del 6è Campionat d'Europa per equips (+1, =2, -2).

A més també va representar Espanya a la Copa Clare Benedict:
- L'any 1974, al tauler de reserva de la 21a Copa Clare Benedict d'escacs a Cala Galdana (+1, =2, -2),
- El 1977, al quart tauler de la 22a Clare Benedict Chess Cup a Copenhaguen (+0, =4, -2).

El 1978, va rebre el títol de Mestre Internacional (IM) de la FIDE.